# Triple (Sport)
Triple (aus dem Englischen für „dreifach“, dort jedoch Treble) bedeutet im Sport einen dreifachen Erfolg innerhalb einer Saison bzw. eines bestimmten Zeitraums. In Mannschaftssportarten, insbesondere Fußball, bezieht er sich in der Regel auf den Gewinn zweier nationaler Wettbewerbe, Meisterschaft und Pokalwettbewerb, sowie eines kontinentalen Wettbewerbs, früher z. B. Europapokal. Den Gewinn „nur“ zweier Titel innerhalb des bestimmten Zeitraums bezeichnet man als Double.

## Fußball

### Afrika (CAF)

#### Bei den Männern
| Saison  | Klub                  | Nationale Meisterschaft               | Nationaler Pokal         | Afrikapokal                    | Cheftrainer              |
| ------- | --------------------- | ------------------------------------- | ------------------------ | ------------------------------ | ------------------------ |
| 1966/67 | Tout Puissant Mazembe | Linafoot                              | Coupe du Congo           | African Cup of Champions Clubs |                          |
| 1972/73 | AS Vita Club          | Linafoot                              | Coupe du Congo           | African Cup of Champions Clubs |                          |
| 1975/76 | MC Alger              | Championnat Nat. de Première Division | Algerian Cup             | African Cup of Champions Clubs |                          |
| 1999/00 | Accra Hearts of Oak   | Ghana Premier League                  | Ghanaischer Fußballpokal | CAF Champions League           | Cecil Jones Attuquayefio |
| 2005/06 | al Ahly SC            | Egyptian Premier League               | Ägyptischer Fußballpokal | CAF Champions League (2005)    | Manuel José (1)          |
| 2006/07 | al Ahly SC            | Egyptian Premier League               | Ägyptischer Fußballpokal | CAF Champions League (2006)    | Manuel José (2)          |
| 2010/11 | Espérance Tunis       | Championnat de Tunisie                | Coupe de Tunisie         | CAF Champions League           | Nabil Maaloul            |
| 2019/20 | al Ahly SC            | Egyptian Premier League               | Ägyptischer Fußballpokal | CAF Champions League           | Pitso Mosimane           |
| 2022/23 | al Ahly SC            | Egyptian Premier League               | Ägyptischer Fußballpokal | CAF Champions League           | Marcel Koller            |

#### Bei den Frauen
| Saison  | Klub      | Nationale Meisterschaft                | Nationaler Pokal                       | Afrikapokal                         | Cheftrainer          |
| ------- | --------- | -------------------------------------- | -------------------------------------- | ----------------------------------- | -------------------- |
| 2022/23 | FAR Rabat | Marokkanische Meisterschaft der Frauen | Marokkanischer Fußballpokal der Frauen | CAF Women’s Champions League (2022) | Mohamed Amine Alioua |

### Asien (AFC)

#### Bei den Männern
| Saison  | Klub                | Nationale Meisterschaft   | Nationaler Pokal | Asienpokal                  | Cheftrainer      |
| ------- | ------------------- | ------------------------- | ---------------- | --------------------------- | ---------------- |
| 1987    | Yomiuri Soccer Club | Japan Soccer League       | Kaiserpokal      | Asian Club Championship     | George Yonashiro |
| 2019/20 | al-Hilal            | Saudi Professional League | King Cup         | AFC Champions League (2019) | Răzvan Lucescu   |

#### Bei den Frauen
| Saison | Klub                   | Nationale Meisterschaft   | Nationaler Pokal | Asienpokal                    | Cheftrainer   |
| ------ | ---------------------- | ------------------------- | ---------------- | ----------------------------- | ------------- |
| 2019   | NTV Tokyo Verdy Beleza | Nihon Joshi Soccer League | Empress's Cup    | AFC Women’s Club Championship | Masato Nagata |

### Europa (UEFA)

#### Bei den Männern
Auf europäischer Ebene kann man zwischen dem „großen“ Triple – dem Gewinn der nationalen Meisterschaft, des nationalen Pokals sowie der UEFA Champions League (ehemals Europapokal der Landesmeister) – und dem „kleinen“ Triple – Gewinn der nationalen Meisterschaft, des nationalen Pokals und der UEFA Europa League (ehemals UEFA-Pokal) – unterscheiden. In Verbindung mit dem Europapokal der Pokalsieger gelang dies nie, in Verbindung mit der UEFA Conference League bisher ebenfalls noch nie. Als erste deutsche Mannschaft erreichte der FC Bayern München in der Saison 2012/13 mit dem Gewinn der deutschen Meisterschaft, des Pokals und der Champions League das Triple; der Verein wiederholte diesen Erfolg in der Saison 2019/20. Der Gewinn des „großen“ Triples gelang bisher acht Mannschaften insgesamt zehnmal, das „kleine“ Triple erreichten bisher vier Mannschaften insgesamt fünfmal. Als bislang einzige Mannschaften konnten der FC Bayern und der FC Barcelona das „große“ Triple und der FC Porto das „kleine“ Triple zweimal gewinnen.

##### „Großes“ Triple
| Saison  | Klub                  | Nationale Meisterschaft  | Nationaler Pokal | Europapokal                   | Cheftrainer       |
| ------- | --------------------- | ------------------------ | ---------------- | ----------------------------- | ----------------- |
| 1966/67 | Celtic Glasgow        | Scottish Football League | Scottish FA Cup  | Europapokal der Landesmeister | Jock Stein        |
| 1971/72 | Ajax Amsterdam        | Eredivisie               | KNVB-Pokal       | Europapokal der Landesmeister | Ștefan Kovács     |
| 1987/88 | PSV Eindhoven         | Eredivisie               | KNVB-Pokal       | Europapokal der Landesmeister | Guus Hiddink      |
| 1998/99 | Manchester United     | Premier League           | FA Cup           | UEFA Champions League         | Alex Ferguson     |
| 2008/09 | FC Barcelona (1)      | Primera División         | Copa del Rey     | UEFA Champions League         | Pep Guardiola (1) |
| 2009/10 | Inter Mailand         | Serie A                  | Coppa Italia     | UEFA Champions League         | José Mourinho     |
| 2012/13 | FC Bayern München (1) | Bundesliga               | DFB-Pokal        | UEFA Champions League         | Jupp Heynckes     |
| 2014/15 | FC Barcelona (2)      | Primera División         | Copa del Rey     | UEFA Champions League         | Luis Enrique (1)  |
| 2019/20 | FC Bayern München (2) | Bundesliga               | DFB-Pokal        | UEFA Champions League         | Hansi Flick       |
| 2022/23 | Manchester City       | Premier League           | FA Cup           | UEFA Champions League         | Pep Guardiola (2) |
| 2024/25 | Paris Saint-Germain   | Ligue 1                  | Coupe de France  | UEFA Champions League         | Luis Enrique (2)  |

1983/84 gewann der FC Liverpool neben der englischen Meisterschaft (damals in der Football League) und dem Europapokal der Landesmeister auch den englischen Ligapokal, schied aber im englischen Pokal (FA Cup) vorzeitig aus, wodurch der Gewinn des Großen Triples misslang.

##### „Kleines“ Triple
| Saison  | Klub                 | Nationale Meisterschaft | Nationaler Pokal        | Europapokal        | Cheftrainer                    |
| ------- | -------------------- | ----------------------- | ----------------------- | ------------------ | ------------------------------ |
| 1981/82 | IFK Göteborg         | Fotbollsallsvenskan     | Svenska Cupen           | UEFA-Pokal         | Sven-Göran Eriksson            |
| 1999/00 | Galatasaray Istanbul | 1. Lig                  | Türkiye Kupası          | UEFA-Pokal         | Fatih Terim                    |
| 2002/03 | FC Porto (1)         | Primeira Liga           | Taça de Portugal        | UEFA-Pokal         | José Mourinho                  |
| 2004/05 | ZSKA Moskau          | Premjer-Liga            | Russischer Fußballpokal | UEFA-Pokal         | Waleri Georgijewitsch Gassajew |
| 2010/11 | FC Porto (2)         | Primeira Liga           | Taça de Portugal        | UEFA Europa League | André Villas-Boas              |

#### Bei den Frauen
Da im Frauenfußball nur ein Wettbewerb auf europäischer Ebene existiert (seit 2009 UEFA Women’s Champions League, davor UEFA Women’s Cup), wird nicht zwischen großem und kleinem Triple unterschieden. Bislang gewannen vier Klubs insgesamt neunmal das Triple, wobei allein Olympique Lyon dieses „Kunststück“ bereits fünfmal gelang, davon viermal in Folge. Der 1. FFC Frankfurt war die erste deutsche Mannschaft, der mit dem Gewinn der Meisterschaft, des Pokals und des UEFA Women’s Cup in der Saison 2001/02 ein Triple gelang. 2007/08 konnte dieser Erfolg wiederholt werden und 2012/13 holte der VfL Wolfsburg durch den Gewinn der Meisterschaft, des Pokals und der Champions League das dritte Triple für den deutschen Frauenfußball.
| Saison  | Klub                 | Nationale Meisterschaft   | Nationaler Pokal         | Europapokal                   | Cheftrainer/in         |
| ------- | -------------------- | ------------------------- | ------------------------ | ----------------------------- | ---------------------- |
| 2001/02 | 1. FFC Frankfurt (1) | Frauen-Bundesliga         | DFB-Pokal der Frauen     | UEFA Women’s Cup              | Monika Staab           |
| 2006/07 | FC Arsenal           | FA Women’s Premier League | FA Women’s Cup           | UEFA Women’s Cup              | Vic Akers              |
| 2007/08 | 1. FFC Frankfurt (2) | Frauen-Bundesliga         | DFB-Pokal der Frauen     | UEFA Women’s Cup              | Hans-Jürgen Tritschoks |
| 2011/12 | Olympique Lyon (1)   | Division 1 Féminine       | Coupe de France féminine | UEFA Women’s Champions League | Patrice Lair           |
| 2012/13 | VfL Wolfsburg        | Frauen-Bundesliga         | DFB-Pokal der Frauen     | UEFA Women’s Champions League | Ralf Kellermann        |
| 2015/16 | Olympique Lyon (2)   | Division 1 Féminine       | Coupe de France féminine | UEFA Women’s Champions League | Gérard Prêcheur        |
| 2016/17 | Olympique Lyon (3)   | Division 1 Féminine       | Coupe de France féminine | UEFA Women’s Champions League | Gérard Prêcheur        |
| 2018/19 | Olympique Lyon (4)   | Division 1 Féminine       | Coupe de France féminine | UEFA Women’s Champions League | Reynald Pedros         |
| 2019/20 | Olympique Lyon (5)   | Division 1 Féminine       | Coupe de France féminine | UEFA Women’s Champions League | Jean-Luc Vasseur       |
| 2020/21 | FC Barcelona         | Primera División          | Copa de la Reina         | UEFA Women’s Champions League | Lluís Cortés           |
| 2023/24 | FC Barcelona (2)     | Primera División          | Copa de la Reina         | UEFA Women’s Champions League | Jonatan Giráldez       |

### Nord-, Mittelamerika & Karibik (CONCACAF)
| Saison  | Klub             | Nationale Meisterschaft           | Nationaler Pokal                | CONCACAF-Pokal                 | Cheftrainer                               |
| ------- | ---------------- | --------------------------------- | ------------------------------- | ------------------------------ | ----------------------------------------- |
| 1969    | CD Cruz Azul     | Primera División (Mexiko) 1968/69 | Copa México 1968/69             | CONCACAF Champions’ Cup 1969   | Raúl Cárdenas                             |
| 1985    | Defence Force FC | National League 1985              | Trinidad and Tobago FA Cup 1985 | CONCACAF Champions’ Cup 1985   |                                           |
| 1997    | CD Cruz Azul     | Primera División 1997 (Invierno)  | Copa México 1996/97             | CONCACAF Champions’ Cup 1997   | Víctor Manuel Vucetich Luis Fernando Tena |
| 2019/20 | CF Monterrey     | Liga MX 2019/20 (Apertura)        | Copa México 2019/20             | CONCACAF Champions League 2019 | Diego Alonso Javier Aguirre               |

### Ozeanien (OFC)

#### Bei den Männern
| Saison | Klub             | Nationale Meisterschaft | Nationaler Pokal                 | Ozeanienpokal             | Cheftrainer  |
| ------ | ---------------- | ----------------------- | -------------------------------- | ------------------------- | ------------ |
| 2019   | Hienghène Sport  | Super Ligue 2019        | Coupe de Nouvelle-Calédonie 2019 | OFC Champions League 2019 | Félix Tagawa |
| 2022   | Auckland City FC | National League 2022    | Chatham Cup 2022                 | OFC Champions League 2022 | Albert Riera |

#### Bei den Frauen
| Saison | Klub                | Nationale Meisterschaft                | Nationaler Pokal       | Ozeanienpokal                     | Cheftrainer        |
| ------ | ------------------- | -------------------------------------- | ---------------------- | --------------------------------- | ------------------ |
| 2023   | AS Academy Féminine | New Caledonia Division 1 Féminine 2023 | New Caledonia Cup 2023 | OFC Women’s Champions League 2023 | Coralie Bretegnier |

### Gewinn dreier nationaler Titel
In Staaten, welche drei nationale Titel ausspielen, wird der Gewinn dieser drei Titel häufig als Triple bezeichnet. So gilt beispielsweise in England der Gewinn der Meisterschaft, des Pokals und des Ligapokals als domestic treble ("heimisches Triple").
In Deutschland existiert zwar neben der Meisterschaft und dem Pokal mit dem Supercup – zeitweise gab es stattdessen einen Ligapokal – ein dritter Titel, da dieser aber nur ein kurzer Wettbewerb zu Saisonbeginn ist und in den Medien keine den anderen beiden Titeln vergleichbare Beachtung findet, ist der Begriff „Triple“ für den Gewinn dieser drei Titel kaum gebräuchlich. Der Gewinn der drei deutschen nationalen Titel in einer Saison gelang bislang lediglich dem FC Bayern München 1999/2000, 2004/05, 2007/08 (jeweils mit dem DFL-Ligapokal) sowie 2012/13 und 2018/19 (jeweils mit dem DFL-Supercup). Außergewöhnliches gelang der Amateurmannschaft des VfB Stuttgart, als diese 1980 die drei höchsten möglichen Amateurtitel gewann: die Meisterschaft in der Oberliga Baden-Württemberg 1979/80, den WFV-Pokal 1979/80 und die Deutsche Amateurmeisterschaft 1980.
Im deutschen Frauenfußball wurde bis zur Abschaffung des Hallenpokals 2015 gelegentlich der Gewinn der Meisterschaft in der Bundesliga, des DFB-Pokals und des DFB-Hallenpokals als Triple bezeichnet. Dies gelang dem 1. FFC Frankfurt dreimal (1998/99, 2001/02 und 2006/07) sowie dem 1. FFC Turbine Potsdam (2003/04) und dem FSV Frankfurt (1994/95) je einmal.
Ein Triple in Österreich (Meister, Cup und Supercup), wo man den Supercup noch zur Vorsaison zählt, schafften nur FK Austria Wien zweimal, SK Rapid Wien und SK Sturm Graz je einmal. Im Frauenfußball schaffte der SV Neulengbach 2004 das Triple. Seit 2005 wird in Österreich der Supercup nicht mehr ausgespielt.
| Klub                     | Anzahl |
| ------------------------ | ------ |
| Celtic Glasgow           | 8      |
| Glasgow Rangers          | 7      |
| Glasgow City FC 1        | 5      |
| FC Bayern München        | 5      |
| FC Floriana              | 4      |
| 1. FFC Frankfurt 1       | 3      |
| Arsenal LFC 1            | 3      |
| Galatasaray Istanbul     | 3      |
| South China AA           | 3      |
| Linfield FC              | 2      |
| FC Flora Tallinn         | 2      |
| Derry City               | 1      |
| FSV Frankfurt 1          | 1      |
| Brøndby IF               | 1      |
| ACF Brescia 1            | 1      |
| Sun Hei                  | 1      |
| Maccabi Netanja          | 1      |
| 1. FFC Turbine Potsdam 1 | 1      |
| Cruzeiro Belo Horizonte  | 1      |
| Panathinaikos Athen      | 1      |
| FK Aqtöbe                | 1      |
| Benfica Lissabon         | 1      |
| Paris Saint-Germain      | 1      |
| Manchester City          | 1      |

### Gewinn von mehr als drei Titeln
Gelegentlich gelingt Fußballmannschaften auch der Gewinn von mehr als drei Titeln innerhalb einer Saison, wobei sich hier die Frage stellt, ob Wettbewerbe wie der Supercup oder der Weltpokal noch zu der Saison zu zählen sind, von deren Titeln die Teilnahmeberechtigung abhängt. Gefestigte Bezeichnungen für die einzelnen Titelkombinationen existieren hier nicht, allerdings werden gelegentlich – in der logischen Fortsetzung zu Double und Triple – Ausdrücke wie „Quadruple“ in der Presse verwendet.
Celtic Glasgow gewann in der Saison 1966/67 neben der schottischen Meisterschaft, dem schottischen Pokal und dem Europapokal der Landesmeister auch den schottischen Ligapokal. Ähnliches gelang 2006/07 bei den Frauen dem FC Arsenal mit dem Gewinn von Meisterschaft, Pokal, UEFA Women’s Cup und Ligapokal. Der 1. FFC Frankfurt gewann 2001/02 neben Meisterschaft, Pokal und UEFA Women’s Cup auch den DFB-Hallenpokal.
Sofern man den nationalen Supercup mitzählt, gelang auch dem FC Bayern München in der Saison 2012/13 mit dem Gewinn des großen Triples sowie des Supercups (zu Beginn der Saison) vier Titel in einer Saison, also ein sogenanntes „Quadruple“. In der zweiten Kalenderhälfte 2013 gewann der FC Bayern mit dem europäischen Supercup und der FIFA-Klub-Weltmeisterschaft zwei weitere Titel, insgesamt im Jahr 2013 also fünf Titel. Inter Mailand holte 2009/10 mit dem Gewinn der Meisterschaft, des Pokals, der Champions League, des nationalen Supercups und der FIFA-Klub-Weltmeisterschaft auch fünf Titel. Mit den letzten beiden genannten Titeln sowie dem Gewinn von Meisterschaft und Pokal gewann der FC Bayern in der Saison 2013/14 wiederum vier Titel. Ebenfalls vier Titel in einer Saison erreichte Ajax Amsterdam mit – damals inoffiziellem – „Weltpokal“, europäischem Supercup, Meisterschaft und Europapokal der Landesmeister in der Saison 1972/73. Auch Manchester United errang 1998/99 mit Siegen in der Meisterschaft, im Pokal, in der Champions League und im Weltpokal vier Titel. Ebenso vier Titel in einem Jahr gewann Real Madrid 2016/17 mit der Meisterschaft, Champions League, des europäischen Supercups und der Klub-Weltmeisterschaft. Der französische Verein Paris Saint-Germain war 2014/15 der erste Verein überhaupt, dem mit dem Gewinn von Meisterschaft, Pokal, Ligapokal und Supercup ein nationaler Vierfacherfolg gelang. Dieser konnte 2015/16, 2017/18 und 2019/20 wiederholt werden.

## Basketball
Für den Gewinn eines Triples in Kombination mit dem höchstrangigen europäischen Vereinswettbewerb, siehe Triple Crown (Basketball)
Neben der Triple Crown gibt es auch verschiedene andere Triple-Gewinne im Basketball, die lange Zeit ausdrückten, dass die Mannschaft in jener Saison in den bedeutenden Wettbewerben, in denen sie antreten durfte, alle Titel gewann. Insbesondere in Osteuropa gibt es seit der Einführung der ABA-Liga, der Baltic Basketball League sowie der VTB United League einen weiteren internationalen Wettbewerb in einem regionaleuropäischen Maßstab. Dies gibt den teilnehmenden Mannschaften die Möglichkeit, abgesehen von weiteren nationalen Pokalwettbewerben in Form eines Ligapokals oder eines Supercups, in einem wichtigen Wettbewerb einen vierten Titelgewinn zu erringen, was allein BC Rytas mit dem zusätzlichen Titelgewinn in der baltischen Liga 2009 gelang. Zudem gibt es dort die Möglichkeit zum Gewinn eines „kleinen“ Triples ohne Titelgewinn in einem kontinentaleuropäischen Wettbewerb.

### Kontinentale Triples ohne Euroleague
| Saison  | Verein                   | Europapokal           | Nationale Meisterschaft | Nationaler Pokal     | Triples |
| ------- | ------------------------ | --------------------- | ----------------------- | -------------------- | ------- |
| 1971/72 | Simmenthal Mailand       | Pokal der Pokalsieger | Serie A1                | Coppa Italia         | 1       |
| 1976/77 | Jugoplastika Split       | Korać-Cup             | YUBA-Liga               | Jugoslawischer Pokal | 1       |
| 1978/79 | KK Partizan Belgrad      | Korać-Cup             | YUBA-Liga               | Jugoslawischer Pokal | 1       |
| 1982/83 | Limoges CSP              | Korać-Cup             | Nationale 1             | Coupe de France      | 1       |
| 1986/87 | FC Barcelona             | Korać-Cup             | Liga ACB                | Copa del Rey         | 1       |
| 1987/88 | Limoges CSP              | Pokal der Pokalsieger | LNB                     | Tournoi des As       | 2       |
| 1993/94 | Smelt Olimpija Ljubljana | Saporta-Cup           | 1. A SKL                | Slowenischer Pokal   | 1       |
| 1995/96 | Efes Pilsen Istanbul     | Korać-Cup             | Basketbol Süper Ligi    | Türkischer Pokal     | 1       |
| 1999/00 | Limoges CSP              | Korać-Cup             | LNB                     | Coupe de France      | 3       |
| 2004/05 | CSU Asesoft Ploiești     | EC Challenge          | Divizia A               | Rumänischer Pokal    | 1       |
| 2008/09 | BC Rytas*                | ULEB Eurocup          | LKL                     | Litauischer Pokal    | 1       |
| 2011/12 | Beşiktaş Milangaz        | EuroChallenge         | TBL                     | Türkischer Pokal     | 1       |

### Regionale Triples in Osteuropa
| Saison  | Verein                         | International | Nationale Meisterschaft | Nationaler Pokal         | Triples |
| ------- | ------------------------------ | ------------- | ----------------------- | ------------------------ | ------- |
| 2007/08 | Žalgiris Kaunas                | Baltic League | LKL                     | Litauischer Pokal        | 1       |
| 2007/08 | KK Partizan Belgrad            | ABA-Liga      | KLS                     | Radivoj Korać Cup        | 1       |
| 2008/09 | BC Rytas*                      | Baltic League | LKL                     | Litauischer Pokal        | 1       |
| 2008/09 | KK Partizan Belgrad            | ABA-Liga      | KLS                     | Radivoj Korać Cup        | 2       |
| 2009/10 | PBK ZSKA Moskau                | VTB-UL        | Superleague             | Russischer Pokal         | 1       |
| 2009/10 | KK Partizan Belgrad            | ABA-Liga      | KLS                     | Radivoj Korać Cup        | 3       |
| 2010/11 | KK Partizan Belgrad            | ABA-Liga      | KLS                     | Radivoj Korać Cup        | 4       |
| 2010/11 | Žalgiris Kaunas                | Baltic League | LKL                     | Litauischer Pokal        | 2       |
| 2011/12 | Žalgiris Kaunas                | Baltic League | LKL                     | Litauischer Pokal        | 3       |
| 2011/12 | Maccabi Tel Aviv (Basketball)1 | ABA-Liga      | Ligat ha’Al             | Israelischer Staatspokal | 1       |
| 2013/14 | Bulgarien                      | Lewski Sofia  | BIBL / NBL              | Bulgarischer Pokal       | 1       |

* BC Rytas gewann ein Quadruple aus EuroCup, Baltic League und nationalem Double.

1 Maccabi Tel Aviv nahm wie 2003, wo man das Finale erreichte, als Gastmannschaft an der ABA-Liga teil und konnte neben nationalem Double auch den Titel in der Adria-Liga erringen.

## Eishockey
Zum Triple Gold Club gehören die Spieler, die in ihrer Karriere sowohl die IIHF-Weltmeisterschaft, als auch den Stanley Cup (NHL) und das Eishockeyturnier der Olympischen Winterspiele gewonnen haben.

## Weitere Sportarten unter Beteiligung deutscher Teams
2006/2007 sowie 2011/2012 schaffte der Handballbundesligist THW Kiel das Triple aus Meisterschaft, DHB-Pokal und Gewinn der EHF-Champions League. Zudem gelang 1997/98 das Triple aus Meisterschaft, DHB-Pokal und EHF-Pokal.
2006/2007 gelang den Volleyballern des VfB Friedrichshafen der Gewinn des Triples aus Meisterschaft, Pokal und Champions League und 2015/16 den Berlin Recycling Volleys der Gewinn des „kleinen“ Triples aus Meisterschaft, Pokal und CEV-Pokal. Der gleiche sportliche Triumph gelang den Hockeyherren vom Club an der Alster (2000) und der Wasserballmannschaft von Spandau 04 (1982, 1984, 1985).
Im Tischtennis gewann das Triple aus Deutscher Meisterschaft, DTTB-Pokal und ETTU Champions League bei den Männern Borussia Düsseldorf 2009/10, 2010/11, 2017/18 und 2020/21, bei den Frauen der ttc berlin eastside 2020/21.